# School for Advanced Research
La School for Advanced Research – autrefois School of American Research – est un centre de recherche américain à Santa Fe, dans le comté de Santa Fe, au Nouveau-Mexique. Fondé en 1907, il est abrité au sein de bâtiments dans le style Pueblo Revival. La School for Advanced Research  ou SAR est un endroit qui, selon Eric S. Dobkin, directeur honoraire de ce centre de recherche, les idées peuvent s'épanouir.